# Seepiophila
Seepiophila is een geslacht van borstelwormen uit de familie van de Siboglinidae.

## Soorten
- Seepiophila jonesi Gardiner, McMullin & Fisher, 2001